# Лествичное право
Ле́ствичное пра́во, а также лествица, лествичная система (родовой принцип наследования, сеньорат) — обычай престолонаследия на Руси и в некоторых других государствах, который предполагал передачу наследных прав сперва по горизонтали — между братьями, от старших к младшим до конца поколения, а лишь затем по вертикали — между поколениями, вновь к старшему из братьев младшего поколения.
Все князья Рюриковичи древнерусских княжеств считались братьями (родичами) и совладельцами государства и всей страны. Старший в роду, как глава рода, «сидел» (правил) в Киеве, который считался главным княжеским престолом (столом). Следующие по генеалогическому старшинству представители рода занимали в соответствующем их положению иерархическом порядке менее престижные княжеские столы — в менее значимых городах земель Древнерусского государства (Киевской Руси). Женщины к наследованию не допускались. В современных монархиях практика сеньората существовала в 1918—2017 годах в Саудовской Аравии, также в Османской империи и с 1861 г. в Тунисе.

## История
Княжили в таком порядке:
- старший брат;
- младшие братья по порядку;
- сыновья старшего брата (по старшинству);
- сыновья следующих братьев (по старшинству);
- внуки, правнуки в той же последовательности и так далее.

По мере смены главного князя все прочие переезжали по старшинству из города в город. Такой же лествичный порядок сохранялся и внутри отдельных княжеств, на которые распадалось Древнерусское государство в соответствии с решением Любечского съезда 1097 года («Каждый да держит отчину свою»). Порядок этот помогал сохранять единство государства, поскольку сохранение надежды на главный стол воздерживало периферийных князей от сепаратизма.
Однако, те из потомков, чьи отцы не успели побывать на великом княжении, лишались права на очередь (становились изгоями), получали от старших князей уделы в кормление, становясь их наместниками, либо оседали в уделе, который занимал их отец на момент своей смерти, если им удавалось его отвоевать. В последнем случае это приводило к фактическому обособлению удела, и его отношения с центром начинали регулироваться договорами. Желание оградить своих потомков от изгойства в ситуациях, когда старшие племянники могли даже превосходить возрастом своих младших дядьёв, подталкивало старших племянников захватывать власть, нарушая права последних. Этому способствовал и тот факт, что именно сын, а не брат, находился в столице в момент смерти князя и был знаком дружине, выполняя в молодости вместе с ней отцовские поручения. В то же время разделы между сыновьями продолжали практиковаться уравнительными, поэтому сын умершего князя как правило не обладал решительным перевесом в силах над родственниками, чтобы удержать власть без их согласия.
Кроме института изгойства, были и другие особенности лествичного порядка наследования, появившиеся с разветвлением рода Рюриковичей и началом внутридинастических браков в эпоху правления Владимира Мономаха.

### Особенности отступлений от лествичного права
В частности, С. М. Соловьёв считал, что мужья старших сестёр имели преимущество перед младшими братьями, приводя в пример Всеволода Ольговича, женатого на дочери Мстислава Великого, в сравнении с Изяславом Мстиславичем. В строгом соответствии с лествичным порядком наследования Всеволод был изгоем для Киева, хотя его дед Святослав Ярославич был старшим братом деда Мстислава — Всеволода Ярославича. Были и другие примеры того, что наследники по женской линии могли претендовать на престол: по Иоакимовской летописи, Рюрик был внуком Гостомысла через дочь; Изяслав Владимирович вместе с потомством осел в Полоцком княжестве в качестве Рогволожего внука; сыновья Игоря Святославича Новгород-Северского и Мстислава Ростиславича Новгородского претендовали на галицкий престол, так как по матери были (по одной из версий) внуками Ярослава Осмомысла; королевич Андрей Венгерский был женат на дочери Мстислава Удатного; Михаил Всеволодович был женат на дочери Романа Мстиславича, так что Ростислав Михайлович приходился Роману внуком; Фёдор Ростиславич был женат на дочери Василия Всеволодовича Ярославского, по смерти которого занял ярославский престол; дочь Олега Романовича брянского была замужем, возможно, за одним из смоленских князей; Юрий II Болеслав приходился племянником от сестры последним Романовичам — Льву и Андрею Юрьевичам.
Любечский съезд ограничил перемещения князей пределами владений их отцов, при этом Святославичи, получившие по решениям съезда обширное Черниговское княжество, были исключены из наследников Киева, согласно версии БРЭ. Затем только потомки Всеволода Ольговича, бывшие по материнской линии потомками Мстислава Великого, имели права на Киев.
В 1132 году обнаружился план старших Мономаховичей оставить Киев во владении самой старшей линии (Мстиславичей), что натолкнулось на резкое противодействие младших Мономаховичей. При этом младшие Мономаховичи имели аналогичную договорённость о способствовании оставлению своих владений (Волыни и Ростова) своих детям. Позже города Владимиро-Суздальского княжества дали присягу принять на княжение младших сыновей Юрия Долгорукого, когда ещё предполагалось, что старшим удастся удержаться на юге.
Впоследствии Всеволодовичи черниговские (и сами киевляне) признавали преимущественное право на киевский престол только за самой старшей линией Мстиславичей (исключая Ярослава Изяславича, Ингваря Ярославича), что является элементом примогенитуры. С XII века наблюдается отход от лествичного порядка престолонаследия, в первую очередь, с 1140 года в Юго-Западной Руси (с 1199 Галицко-Волынское княжество). На смену приходит удельный порядок владения, характеризующийся прекращением перемещения князей из города в город (то есть образованием личного удела) и возможностью передачи владения старшему сыну.

## Список наследников великокняжеского стола в соответствии с лествичным правом в XI—XIV веках
- Владимир Святославич (—1015)
- Святополк Ярополкович (если Святополк сын Ярополка, а не Владимира) (—1019)
- Ярослав Мудрый (—1054)
- Судислав Владимирович (—1063)
- Изяслав Ярославич (—1078)
- Всеволод Ярославич (—1093)
- Святополк Изяславич (—1113)
- Владимир Мономах (—1125)
- Брячислав Святополчич (—1127)
- Изяслав Святополчич (—1127)
- Мстислав Великий (—1132)
- Ярополк Владимирович (—1139)
- Вячеслав Владимирович (—1154)
- Юрий Долгорукий (—1157)
- Ростислав Мстиславич (—1167)
- Владимир Мстиславич (—1171)
- Андрей Боголюбский (—1174)
- Михаил Юрьевич (—1176)
- Всеволод Большое Гнездо (— апрель 1212)
- Константин Всеволодович (—1218)
- Юрий Всеволодович (—1238)
- Ярослав Всеволодович (—1246)
- Святослав Всеволодович (—1252)
- Александр Невский (—1263)
- Андрей Ярославич (—1264)
- Ярослав Ярославич (—1272)
- Василий Ярославич (—1276)
- Дмитрий Александрович (—1294)
- Андрей Александрович (—1304)
- Василий Андреевич (—1309)
- Михаил Ярославич (—1318)
- Александр Васильевич (—1331)
- Константин Васильевич (—1355)
- Василий Михайлович (—1368)
- Дмитрий Константинович (—1383)
- Борис Константинович (—1394)
- Василий Дмитриевич Кирдяпа (—1403)
- Даниил Борисович (—1418)
- Шуйские.

В Московском княжестве лествичное право прервалось, когда в 1425 г. после Василия I Дмитриевича престол перешёл к его сыну Василию II Васильевичу, минуя брата Юрия Дмитриевича. Это привело к первой в истории княжества междоусобной войне (1425—1453), в ходе которой Василий несмотря на поддержку хана и великого князя литовского был свергнут своим дядей Юрием и только после смерти того на московском престоле смог одержать победу над его сыновьями.